# Венециано, Коррадо
Коррадо Венециано (итал. Corrado Veneziano; род. в 1958 году, Турси) — итальянский художник, филолог, режиссёр.

## Биография
Родился в итальянском городе Турси в провинции Матера.
В 1976 году изучает режиссуру в Школе театра Милана «Пикколо» и, параллельно, учится в государственном университете Милана на факультете современной литературы. Окончив литературный факультет Университета Бари, он также получает дополнительную квалификацию, позволяющую преподавать латинский и итальянский языки, историю и философию.
В последние годы Коррадо Венециано выступает и как театральный режиссёр крупных мероприятий (среди которых Венецианское Биеннале и Фестиваль Валле Д’Итрия), а также преподает орфоэпию и фонетику.
После победы в конкурсе при факультете философии и филологии Университета Бари и после публикации первого тома мультимедийного курса обучения итальянскому языку, Коррадо Венециано переезжает в Рим, где в 1999 году ему предлагается руководство кафедрой лингвистики, а в 2002 году — преподавание итальянского языка и его диалектов в национальной Академии драматического искусства «Сильвио Д’Амико». В эти годы он читает лекции и семинары по риторике и речевой коммуникации в итальянских и зарубежных академиях и университетах (в том числе Гарвардском), также публикует новые работы, посвящённые итальянскому произношению.
С 2008 года Коррадо Венециано расширяет сферу своих интересов, участвуя также в телевизионных проектах.
В 2013 году опубликованы две его работы: «Уроки Пиноккио. Педагогика и антипедагогика в начальном преподавании итальянского языка» и «Дидактика вербального и невербального сообщения. Взгляд на фонетику в начальной итальянской школе» (с предисловием Марии Серена Веджетти).
Коррадо Венециано создаёт свои произведения, экспериментируя и расширяя их выразительные возможности. Его работы, получившие множество положительных отзывов, стали предметом исследований известного антрополога Марка Оже.
Работы Коррадо Венециано можно было увидеть на его персональной выставке «Le forme dei non-luoghi» (Формы не-мест), прошедшей в галерее Рима «Экос».
В июле 2013 года Коррадо Венециано вновь представляет свои художественные работы, на этот раз в каталоге, опубликованном в Риме издательским домом «Понте Систо». В книге собраны произведения, выполненные в период с 2000 по 2012 годы, получена положительная рецензия Акиллы Бонито Олива.
С ноября 2013 г. Коррадо Венециано как художник и преподаватель переносит свою деятельность в Брюссель. В Институте итальянской культуры в бельгийской столице он представляет свою картину «Не-места».
Два важных события происходят в 2015 году. Первое связано с выставкой Джулии Хайнц «ISBN 9788820302092», состоявшейся в Париже в Espace en Cours, второе — создание картины по заказу RAI для Международного конкурса телевидения, Интернета и радио для 67° Prix Италия. Выставка в Париже была посвящена 750-й годовщине рождения Данте Алигиери. Работа для Prix Италии (фестиваль проводился в Турине между 19 и 24 сентября) стала символом фестиваля Prix 2015, под названием «Сила истории. Лаборатория творчества». Работа, которую представил Венециано, посвящена «отцу» истории Геродоту.
В 2016 году персональная выставка «Коды души» проводится в России, в Санкт-Петербурге, в Галерее «Невский 8». Здесь Коррадо Венециано представил для широкой публики экспозицию работ, посвящённую кодам ISBN. Выставка была открыта 29 января 2016, и первоначально запланирована к окончанию 12 февраля. Благодаря интересу публики её работа была продлена до 22 февраля.

## Избранные выставки
- Рим - Галерея Ecos  - 2012: L'anima dei non luoghi;
- Брюссель - Институт итальянской культуры - 2014: Non Luoghi, No Loghi.;
- Париж - Espace en Cours - 2015: Isbn Dante e altre visioni, куратор выставки Джули Хайнц;
- Санкт-Петербург - Галерея Невский 8 - 2016: Isbn I codici dell'anima, куратор выставки Франческо Аттолини.
- Апулия/Базиликата  - лето 2016: Nati sotto il segno..., куратор выставки Раффаэла Салато.
- Санкт-Петербург - Галерея Невский 8 - февраль 2017: Segni, loghi e corruzioni, куратор выставки Раффаэла Салато.